# Your Woman (chanson)
Pour l’article homonyme, voir Your Woman (album).
Singles de White Town
Abort, Retry, Fail?
(1996) Undressed
(1997)
Pistes de Women in Technology
A Week Next June White Town
Your Woman est un single du groupe de musique électronique britannique White Town, uniquement composé de Jyoti Mishra. Ce single est le deuxième extrait de l'album Women in Technology. Your Woman est sorti le 13 janvier 1997 au Royaume-Uni.
Le single est basé sur une reprise de My Woman de Al Bowlly datant de 1932 et s'est classé numéro un aux UK Singles Chart en 1997. Il a également atteint la 23e place au Billboard Hot 100. En France, le single est entré dans les charts en 39e position pour finalement atteindre au mieux la 5e position.

## Composition et paroles
La chanson Your Woman a été composée dans la chambre de 8 m2 de Jyoti Mishra. Cette chanson a été enregistrée à l'aide d'un matériel dont la valeur était d'un peu plus de 2 000 £ en 1997. La chanson reprend l'air de trompette d'un enregistrement datant de 1932 de "My Woman" par Lew Stone and his Monseigneur.
D'après Jyoti Mishra, les paroles peuvent correspondre à de multiples situations. Il dit : « Quand je l'ai écrite, j'essayais d'écrire une chanson pop qui aurait plus d'une perspective. Bien qu'elle ait été écrite à la première personne, le personnage derrière ce point de vue n'est pas nécessairement ce à quoi l'auditeur occasionnel s'attendrait. » Les paroles pourraient signifier : « Être membre d'un mouvement orthodoxe trotskiste/marxiste (comme je l'ai été pendant trois ans dans les années 80). Être un hétérosexuel amoureux d'une lesbienne (idem). Être gay et aimer un hétérosexuel (je n'ai pas encore essayé celui-là). Être une hétérosexuelle amoureuse d'un marxiste menteur, infidèle et faux-cul. L'hypocrisie qui résulte de l'amour et la luxure se mélangent avec des idéaux intello. » Les auditeurs considèrent plutôt la chanson comme une lettre de rupture lue par un homme imitant la voix de sa femme.

## Clip vidéo
Le clip vidéo a été produit à la manière d'un film muet en noir et blanc. La plupart des scènes extérieures ont été filmées dans le centre-ville de Derby, au Royaume-Uni. Dans une scène du clip, l'actrice ferme la porte sur le bras de l'acteur en essayant d'échapper à ses avances. Cette scène est une référence à une scène très similaire du film surréaliste de 1928 Un chien andalou de Salvador Dalí et Luis Buñuel.

## Reprises
- La chanson Moi Lolita d'Alizée reprend la ligne de basse et l'harmonie du refrain en 2000.
- Cette chanson a été reprise par Tyler James en juillet 2005.
- La chanteuse néo-zélandaise Princess Chelsea a repris cette chanson en 2009.
- Le groupe Dolby Anol a également repris Your Woman en 2013.
- Le groupe finlandais Cats on Fire (de) a également repris Your Woman que l'on retrouve sur la compilation Dealing in Antiques en 2010.
- Le groupe Kush Kush reprend le riff de trompette et sort le titre Fight Back With Love Tonight en mai 2017.
- La mélodie du refrain apparaît dans le titre Love Again de Dua Lipa, sorti en juin 2021.